# Polymère de condensation

Le polytéréphtalate d'éthylène est un polymère de condensation courant.

Les polymères de condensation concernent tout type de polymères formés par une réaction de condensation — où les molécules se rejoignent — perdant de petites molécules, les sous-produits tels que l'eau ou le méthanol. Les polymères de condensation sont formés par polycondensation, lorsque le polymère est formé par des réactions de condensation entre des espèces de tous degrés de polymérisation, ou par polymérisation en chaîne par condensation, lorsque le polymère est formé par addition séquentielle (par réaction de condensation) de monomères à un site actif dans une réaction en chaîne. Les principales formes alternatives de polymérisation sont la polymérisation en chaîne et la polyaddition, qui donnent toutes deux des polymères d'addition. La polymérisation par condensation est une forme de polymérisation par étapes. Les polymères linéaires sont produits à partir de monomères bifonctionnels, c'est-à-dire de composés à deux groupes terminaux réactifs. Les polymères de condensation les plus courants sont les polyamides, les polyacétals et les protéines,.

## Polyamides

Structure chimique générale d'un type de polymère de condensation.

Une classe importante de polymères de condensation sont les polyamides. Ils proviennent de la réaction entre un acide carboxylique et une amine. Les exemples incluent les nylons et les protéines. Lorsqu'elle est préparée à partir d'acides aminés carboxyliques, par exemple d'acides aminés, la stœchiométrie de la polymérisation comprend la co-formation d'eau :
n H2N-X-CO2H  →  [HN-X-C(O)]n  +  n H2O
Lorsque la polymérisation est préparée à partir de diamines et d'acides dicarboxyliques, par exemple pour la production du nylon 66, la polymérisation produit alors deux molécules d'eau par motif de répétition :
n H2N-X-NH2 + n HO2C-Y-CO2H  →  [HN-X-NHC(O)-Y-C(O)]n  +  2n H2O

## Polyesters

Structure du poly-(R)-3-hydroxybutyrate (P3HB), un polymère naturel.

Une autre classe majeure de polymères de condensation sont les polyesters. Ils proviennent de la réaction entre un acide carboxylique et un alcool. Par exemple, le polytéréphtalate d'éthylène (PET) :
n HO-X-OH + n HO2C-Y-CO2H  →  [O-X-O2C-Y-C(O)]n  +  (3n−2) H2O

## Considérations relatives à la sécurité et à l'environnement
Les polymères de condensation ont tendance à être plus biodégradables que les polymères d'addition. Les liaisons peptidiques ou ester entre monomères peuvent être hydrolysées, notamment en présence de catalyseurs ou d'enzymes bactériennes.[réf. nécessaire]